# Handa
Handa (半田市; Handa-shi) és una ciutat japonesa de la Prefectura d'Aichi. Fou fundada l'1 d'octubre de 1937.
El 2005 tenia una població aproximada de 117.748 habitants i una densitat de 2.421,35 persones per km²; ocupa una àrea de 47,22 km².
Una multinacional americana dedicada als productes químics, la Dow Chemical Company, va obrir-hi una planta i arran d'això Handa es va agermanar amb la ciutat de Midlan (Michigan, Estats Units).
Handa també és coneguda perquè hi va néixer l'escriptor japonès Niimi Nankishi.